# Cantone di Longjumeau
Il Cantone di Longjumeau è una divisione amministrativa dell'arrondissement di Évry.
A seguito della riforma approvata con decreto del 24 febbraio 2014, che ha avuto attuazione dopo le elezioni dipartimentali del 2015, è passato da 4 a 8 comuni.

## Composizione
I 4 comuni facenti parte prima della riforma del 2014 erano:
- Épinay-sur-Orge
- Longjumeau
- Villemoisson-sur-Orge
- Villiers-sur-Orge

Dal 2015 i comuni appartenenti al cantone sono i seguenti 8:
- Ballainvilliers
- Champlan
- Épinay-sur-Orge
- Linas
- Longjumeau
- Montlhéry
- Saulx-les-Chartreux
- La Ville-du-Bois